# Tornillo Screw
Tornillo Screw és el nom d'un artista de carrer, grafiter, escultor i pintor, també el nom d'una marca comercial que produeix samarretes i complements de moda entre altres productes.

## Origen i evolució
En la seva infantesa, en Tornillo desmuntava aparells electrònics vells, motors, cotxes teledirigits o electrodomèstics per a transformar-los i donar-los-hi una nova vida. Llavors va ser quan va posar l'atenció sobre els cargols, ja que és una part en la que ningú s'hi fixa ni li dona importància però que sense aquests seria impossible construir res. L'any 1999 va començar a pintar pels carrers atret per l'art del grafit. La inquietud per la pintura i per transformar coses les va unir agafant el cargol com a símbol i va començar a crear infinitat de formes diferents sempre partint d'un simple cargol, cargols amb forma d'animal, de persona, d'objectes quotidians, unint una cosa rígida i inerta amb éssers vius o d'altres formes. Va anar evolucionant i introduint-se a diferents àmbits artístics com l'escultura, la pintura en quadres o en altres vessants de l'art de carrer. D'aquesta manera va crear un estil propi i amb gran personalitat dins el món del grafit, sempre girant al voltant dels cargols.
A partir d'aquí va començar a fer alguna samarreta sense cap ànim de lucre, però en veure que a la gent li agradava, l'any 2012 va decidir crear la marca comercial Tornillo Screw i començar a fer merxandatge, fins a l'actualitat en què s'ha convertit en una marca consolidada i produeix des de les esmentades samarretes fins a motxilles, bosses de mà, adhesius, clauers, gorres i fins i tot alguna taula de skate.

## Estil
L'estil del Tornillo es pot definir com infantil, còmic i senzill. En les seves creacions es veu clarament la influència del grafit i del còmic, infantil perquè juga amb formes molt simpàtiques i divertides i senzill perquè sense fer coses massa elaborades crea unes imatges gràficament molt potents, atractives i amb infinitat de formes diferents.